# Kingdom Under Fire: A War of Heroes
Kingdom Under Fire: A War of Heroes (за пределами США известна как просто Kingdom Under Fire) — стратегия в реальном времени, разработанная компанией Phantagram и изданная Gathering of Developers. Игра содержит два онлайн-режима — синглплеер и мультиплеер. Kingdom Under Fire: A War of Heroes — первая игра серии Kingdom Under Fire, все последующие части которой, начиная с Kingdom Under Fire: The Crusaders, сочетают в себе элементы RPG и стратегии.

## Игровой процесс
В игре доступны две стороны: тёмная и светлая. В каждой из них доступны типичные юниты — воин, лучник, маг, воздушные юниты — и более мощные индивидуальные персонажи. Кампании разбиты на 13 миссий, из которых 10 — битвы, а остальные три — прохождение подземелий для персонажей-героев. Также доступен мультиплеер, битвы с другими игроками происходят с помощью сервера Wargate.Net.

## Сюжет
Действие Kingdom Under Fire происходит в фэнтезийном сеттинге, в землях Берсии. Сюжет заключается в противостоянии сил Света (на стороне которых люди, гномы и эльфы) и сил Тьмы (орки, огры, нежить и прочие персонажи). За сто лет до событий игры между двумя сторонами развязалась великая война, конец которой положили Рыцари гнева, одолевшие силы зла и вернувшие мир в Берсию.

## Оценки
| Сводный рейтинг | Сводный рейтинг |
| Агрегатор       | Оценка          |
| --------------- | --------------- |
| GameRankings    | 61,83 %         |

Игра получила смешанные или нейтральные рецензии на Metacritic и GameRankings, включающие как очень высокие, так и крайне низкие оценки критиков. Героические миссии сравнивались с аналогичными из серии Diablo компании Blizzard в пользу последних. Некоторые ревьюеры утверждали, что сложность игры слишком высока, юниты плохо сбалансированы, а искусственный интеллект недоработан. Графика игры была отмечена как «хорошая» или «удовлетворительная» (в игре использовалась изометрическая графика), а саундтрек и сюжет получили высокие оценки критиков.